# 필리프 피넬

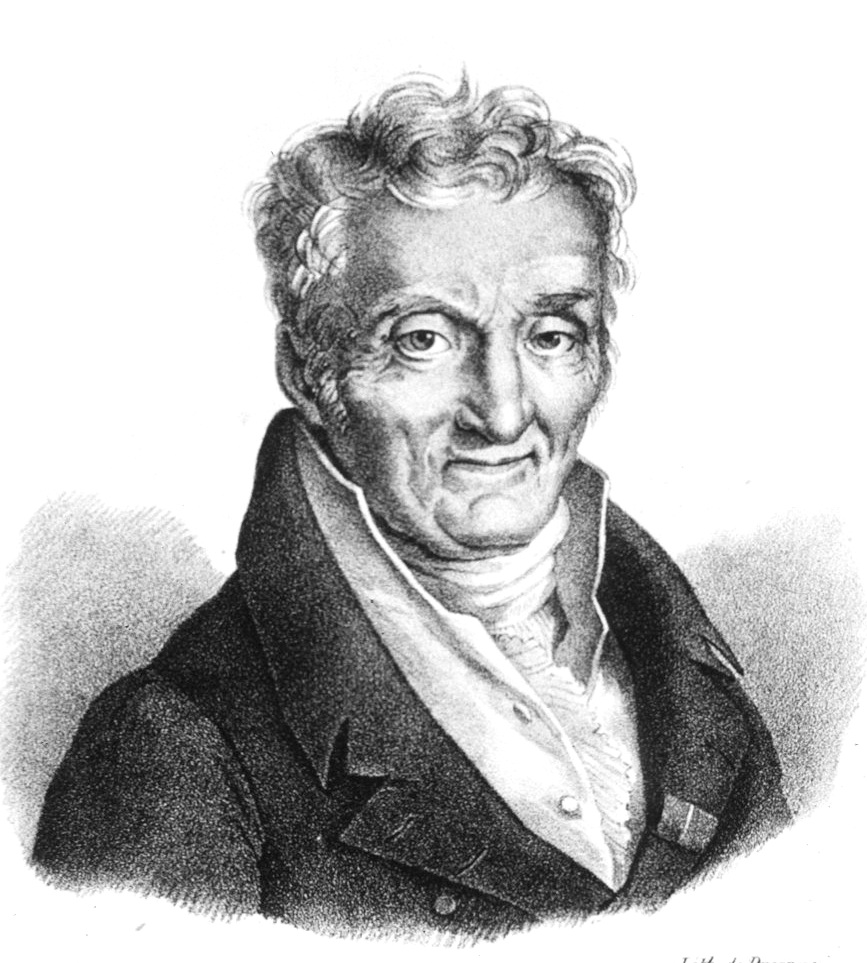
필리프 피넬

필리프 피넬(프랑스어: Philippe Pinel, 1745년 4월 20일 - 1826년 10월 25일)은 프랑스의 의사이다. 현대 정신의학의 시초로 불린다.

## 생애
피넬은 1745년 4월 20일 프랑스 타른 주의 생탕드레에서 태어났다. 타른에서 공부하다가 툴루즈로 가서 의학을 배웠고 1773년 박사 학위를 취득하였다. 그 후 몽펠리에에서 살다가 1778년 파리로 이주하였는데 이후 수년간 의학에 대한 글을 쓰거나 글을 번역하면서 지냈다. 1792년에는 비세트르 병원의 수장이 되었고 1794년에는 살피트리에르 병원의 수장이 되었다. 이 두 병원은 정신질환을 가진 환자들을 수용하던 곳이었는데, 당시의 상황은 병원이라기보다는 수용소에 가까웠다. 둘 중 비세트르는 남성 환자가, 살피트리에르는 여성 환자가 주로 가는 곳이었다. 피넬은 수장이 되자 정신질환자에게 채워져 있던 사슬을 풀어주는 등의 대담한 개혁을 진행하였다.
피넬은 병원의 수장이던 시절 강의했던 내용을 모아 1798년 질병 분류에 관한 책인 Nosographie philosophique을 출판하였는데 이 책은 평이 상당히 좋아서 1818년에 6판이 나올 정도였다. 1801년에는 Traité médicophilosophique sur l'aliénation mentale ou la manie을 출판하였는데 그는 이 논문에서 정신질환을 심리학적으로 접근하고 있다. 1802년에는 살피트리에르에서의 경험을 바탕으로 Nosographie philosophique의 내용을 보강한 La Médecine Clinique을 출판하였다. 1803년 프랑스 학사원의 회원이 되었고 얼마가지 않아 École de Médecine의 교수가 되었다. 그는 정신질환을 치료하는 데 있어서 도덕적인 치료방법을 처음으로 도입한 것으로 인정받고 있다. 피넬은 1826년 10월 25일 파리에서 사망하였다.
 본 문서에는 현재 퍼블릭 도메인에 속한 브리태니커 백과사전 제11판의 내용을 기초로 작성된 내용이 포함되어 있습니다.